# Kvaziimpuls
Kvaziimpuls je gibalni količini podoben vektor, ki je povezan z elektroni v kristalni mreži. To vrsto gibalne količine ne smemo zamenjati s klasično gibalno količino, ki je povezana z gibanjem mase. Najbolj pogosto je kvaziimpuls povezan s kvazidelci, ki se gibljejo v periodičnem polju kristalne mreže. Vsi atomi v kristalni mreži nihajo v različnih smereh, celoten kristal pa nima gibalne količine. 
Kvaziimpuls je povezan z valovnim vektorjem
{\displaystyle \mathbf {p} =\hbar \mathbf {k} }
kjer je
- {\displaystyle \hbar \,} reducirana Planckova konstanta
- {\displaystyle k\,} velikost valovnega vektorja

Podobno kot običajna gibalna količina tudi kvaziimpuls kaže lastnost ohranjanja. 